# Корнилово (Варгашинський район)
Корни́лово (рос. Корнилово) — присілок у складі Варгашинського району Курганської області, Росія. Входить до складу Південної сільської ради.
Населення — 78 осіб (2010, 154 у 2002).